# (181279) Япиг
(181279) Япиг (лат. Iapyx, др.-греч. Ἰάπυξ) — типичный троянский астероид Юпитера, движущийся в точке Лагранжа L5, в 60° позади планеты. Астероид был открыт 22 января 2006 года французским астрономом Ж.-К. Мерлином в обсерватория Тенагра-II и назван в честь Япига, одного из героев Троянской войны.

Орбита астероида Япиг и его положение в Солнечной системе